# معركة مارنجو
دارت معركة مارينغو في 14 يونيو 1800 بين القوات الفرنسية بقيادة القنصل الأول نابليون بونابرت والقوات النمساوية بالقرب من مدينة أليساندريا في إقليم بيمنتة بإيطاليا. ومع نهاية اليوم، تغلب الفرنسيون على هجوم الجنرال مايكل فون ميلاس المباغت، وطردوا النمساويين من إيطاليا، وعززوا مكانة بونابرت السياسية في باريس قنصلًا أولًا لفرنسا في أعقاب انقلابه في نوفمبر السابق.
فوجئ بونابرت بالزحف النمساوي نحو جنوة في منتصف أبريل 1800، وقاد جيشه على عجل عبر جبال الألب في منتصف مايو، ووصل إلى ميلانو في 2 يونيو. وبعد قطع خطوط إمدادات ميلاس بعبور نهر بو وهزيمة المشير (إف. إم. إل.) بيتر كارل أوت فون باتوركيز في معركة مونتيبيلو في 9 يونيو، حاصر الفرنسيون الجيش النمساوي المتجمع في أليساندريا. وبعد أن خدعه عميل مزدوج محلي، أرسل بونابرت قوات كبيرة إلى الشمال والجنوب، لكن النمساويين شنوا هجومًا مباغتًا في 14 يونيو ضد الجيش الفرنسي الرئيسي وقائده الجنرال لويس ألكسندر برتييه.
في البداية، صد الفرنسيون هجومي النمساويين عبر مجرى فونتانون بالقرب من قرية مارينغو، وعزز الجنرال جان لانيس جناح الجيش الفرنسي الأيمن. أدرك بونابرت الموقع الحقيقي للنمساويين وأصدر أوامر في الساعة 11:00 صباحًا باستدعاء الكتيبة التي يقودها الجنرال لويس دوزيه بينما حرّك احتياطيه للأمام. وعلى الجناح النمساوي الأيسر، استولت كتيبة أوت على كاستل سيريو، وتقدمت طليعتها جنوبًا لمهاجمة جناح لانيس. جدد ميلاس الهجوم الرئيسي، واخترق النمساويون الموقع الفرنسي المركزي. وبحلول الساعة 2:30 مساءً، كان الفرنسيون في حالة انسحاب، واستولى سلاح الفرسان النمساوي على مزرعة مارينغو. كان بونابرت قد وصل بحلول ذلك الوقت مع احتياطي الجيش، لكن قوات برتييه كانت قد بدأت في التراجع إلى أماكن زراعة الكروم الرئيسية في المزرعة.
مدركًا اقتراب دوزيه، كان بونابرت قلقًا بشأن تقدم رتل من جنود أوت من الشمال، لذلك نشر مشاة الحرس القنصلي لإبطائه. ثم تراجع الفرنسيون بثبات شرقًا نحو سان جوليانو فيكيو بينما شكل النمساويون رتلًا لملاحقتهم، إذ تقدم أوت أيضًا في القطاع الشمالي.
أدى وصول دوزيه في نحو الساعة 5:30 مساء إلى استقرار الموقف الفرنسي، إذ أبطأ فوج المشاة الخفيفة التاسع تقدم النمساويين على الطريق الرئيسي، وأعاد الجيش الباقي تشكيل صفوفه شمال كاسينا غروسا. وعندما وصلت القوات النمساوية المُطارِدة، أخفى مزيج من نيران البنادق والمدفعية الهجوم المباغت لسلاح الفرسان بقيادة الجنرال فرنسوا إتيان دي كيلرمان، ما دفع بالمطاردة النمساوية إلى فرار فوضوي نحو أليساندريا، مع سقوط نحو 14,000 شخص بين قتيل وجريح وأسير. كانت الخسائر الفرنسية أقل بكثير، لكنها شملت دوزيه. لاحق خط الجيش الفرنسي بأكمله النمساويين ليختتم بنصر سياسي أدى إلى إحكام قبضة بونابرت على السلطة بعد الانقلاب. وقد تبع ذلك حملة دعائية أعادت كتابة قصة المعركة ثلاث مرات خلال فترة حكمه.

## معلومات أساسية
كانت معركة مارينغو النصر الذي حسم نجاح حملة بونابرت الإيطالية لعام 1800، ويمكن إبراز أهميتها بالنظر إلى سياق الحملة ككل.
بعبور جريء لجبال الألب مع جيشه الاحتياطي (الذي كان يقوده رسميًا لويس ألكسندر برتييه) في منتصف مايو 1800، تقريبًا قبل أن تُصبح الممرات الجبلية سالكة، هدد بونابرت (الذي عبر راكبًا على بغل) خطوط اتصالات ميلاس في شمال إيطاليا. ثم استولى الجيش الفرنسي على ميلانو في 2 يونيو، ثم بابية، وبيشنزة، وسترديلا، في لومبارديا، مما قطع خط الإمداد الرئيسي للنمساويين باتجاه الشرق على طول الضفة الجنوبية لنهر بو. كان بونابرت يأمل أن انشغال ميلاس بحصار جنوة - التي كان يدافع عنها الجنرال أندريه ماسينا - سيمنع النمساويين من الرد على هجومه. غير أن جنوة استسلمت في 4 يونيو، مما وفر عددًا كبيرًا من النمساويين للقيام بعمليات ضد الفرنسيين.
في 9 يونيو، هزم الجنرال جان لانيس، المشير بيتر أوت في معركة مونتبيلو. تسبب هذا في زيادة ثقة بونابرت بنفسه بشكل مفرط. أصبح مقتنعًا بأن ميلاس لن يهاجم، بل وأن النمساويين على وشك الانسحاب. ومع اقتراب القوات الفرنسية الأخرى من الغرب والجنوب، سحب القائد النمساوي معظم قواته من مواقعهم بالقرب من نيس وجنوة إلى ألساندريا على الطريق الرئيسي بين تورينو ومنتوة.

### الخطة النمساوية والمناورات الفرنسية الأولية
خطط النمساويون للقتال باتجاه الشرق، لكنهم حاولوا - باستخدام عميل مزدوج محلي، عُرف عادة باسمه الحركي فرانسوا تولي - خداع بونابرت ليعتقد أنهم سيحاولون التقدم شمالًا، عبور نهر بو، والتوجه نحو ميلانو، حيث تنضم إليهم القوات المتبقية المتقدمة من جنوة. كان الجاسوس سينصح بونابرت بالزحف عبر سالي على الجانب الشمالي من السهل، بحيث يشتبك مع الجناح الأيسر النمساوي؛ بينما تتقدم القوة الرئيسية عبر قرية مارينغو في الوسط، ثم تتجه شمالًا لتأخذ مكان جناح الجيش الفرنسي الأيسر. وصل أوت من مونتبيلو في 13 يونيو بقرار مجلس حرب. وافق كبار جنرالات الجيش النمساوي بشدة على هذه الخطة، لأن البديل كان يعني أنه سيتعين على الجيش التراجع على طول نهر بو وترك بييمونتي للعدو دون قتال. ومع ذلك، ربما ارتكب ميلاس خطأ جسيمًا بالتخلي عن سهل سان جوليانو، حيث كان بإمكان سلاح الفرسان النمساوي المتفوق منحه أفضلية.
أدرك بونابرت أن أوت محاصر في أليساندريا، لكنه لم يكن على دراية بموقع ميلاس. وعقب لقائه بالجاسوس، وخوفًا من أن يحاول القائد النمساوي الفرار، نشر بونابرت جيشه في شبكة واسعة، فأرسل لويس دوزيه مع فرقة الجنرال جان بوديه (6,000 رجل) جنوبًا نحو نوفي ليغوري، والجنرال جان فرانسوا كورنو دو لا بويب (3,500 رجل) شمالًا على الضفة الأخرى لنهر بو. وفي أقصى الشمال، من فيرتشيلي إلى بحيرة ماجيوري، تمركزت فرق أنطوان دو بيثنكور وجوزيف شابران، وباتجاه المؤخرة، شمال بيشنزة، فرقة جان توماس غيوم لورغ. وتأكدت وجهة نظر بونابرت عندما طرد الجنرال كلود فيكتور بيرين، بدعم من سلاح فرسان الجنرال جواكيم موراه، بطرد لواء أندرياس أورايلي فون بالينلو النمساوي بسرعة من قرية مارينغو بعد ظهر ذلك اليوم. ثم نشر فيكتور فرق الجنرالات غاسبار أميدي غاردان وجاك أنطوان دو شامبارلاك دو لوبسبين على طول مجرى فونتانون. فكر القادة النمساويون ببناء جسر طاف شمالًا للالتفاف على الفرنسيين، لكن نقص الطوافات والوقت أجبر النمساويين على عبور نهر بورميدا، ثم شن هجوم واحد مباشر عبر جسر فونتانون.

## مقدمة

### القوات
كانت قوات النمساويين البالغ عددها 30,000 جندي، و100 مدفع، تواجه في البداية 22,000 جندي فرنسي و15 مدفعًا. ولكن، وبعد وصول دوزيه، عزز 6,000 رجل جيش بونابرت.
كانت حملة 1799 في إيطاليا قد استنزفت الجيش النمساوي، إذ قلصت الخسائر والأمراض بعض الأفواج إلى 300 رجل. وكان أكبر مكون للجيش في بييمونتي ووادي بو المجاور، ولم تُنقل إلا وحدات قليلة إلى ثكنات شتوية في مناطق أفضل إمدادًا. وبسبب المسافات الطويلة عن القواعد الرئيسية، التي استمدّت منها الأفواج تعزيزاتها، تكبدت عمليات نقل القوات ظروفًا بائسة، لذا لم يصل إلى الجيش الميداني إلا نحو 15% فقط. ولم يكن جيش مارس 1800 أكبر بكثير من حجمه في نهاية حملة 1799. جرى تحسين وتحديث المعدات والزي الرسمي. وعلى الرغم من تقديم زي أبسط، مع خوذة جلدية وبنادق من عيار أصغر، إلا أن القليل منها وصل إلى الجيوش الميدانية بحلول عام 1800. وبُذلت جهود لتوحيد معايير المعدات، لكن العديد من الوحدات استخدمت تشكيلات متنوعة من البنادق والسيوف. قسم ميلاس جيشه إلى ثلاثة فيالق قبال بورميدا، أمام ألساندريا. في الشمال، قاد أوت طليعة فريدريش هاينريش فون غوتسهايم بالإضافة إلى فرقتي جوزيف فون شيلنبورغ ولودفيغ فون فوغلسانغ. وفي الجنوب، كان هناك فرقة المشير أندرياس أورايلي فون بالينلو. تولى ميلاس بنفسه قيادة المركز، مع فرق كارل جوزيف هاديك فون فوتاك، وكونراد فالنتين فون كايم، وفرديناند يوهان فون مورزين، وأنطون فون إيلسنيتز.